# Eric Sardinas

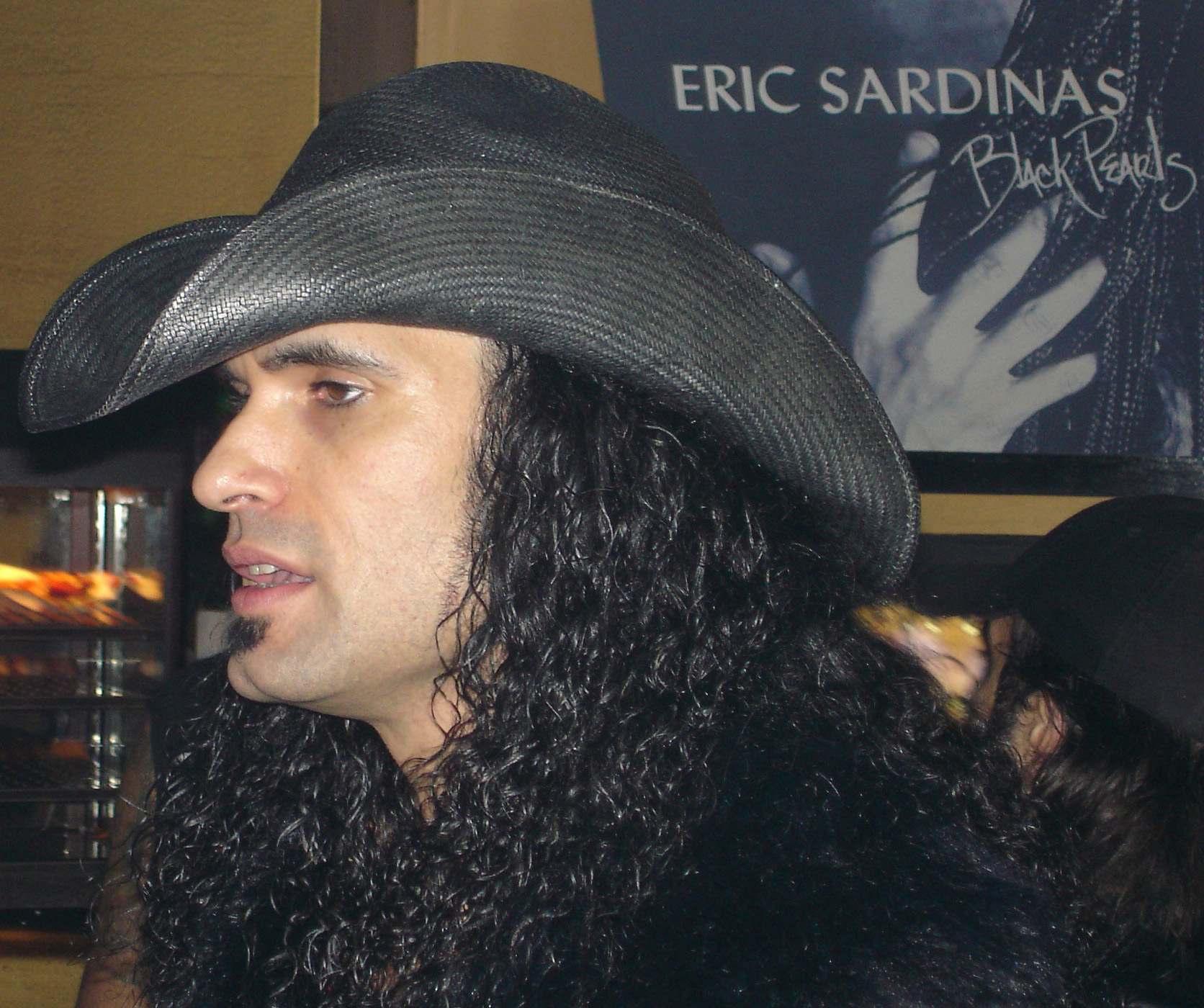
Eric Sardinas

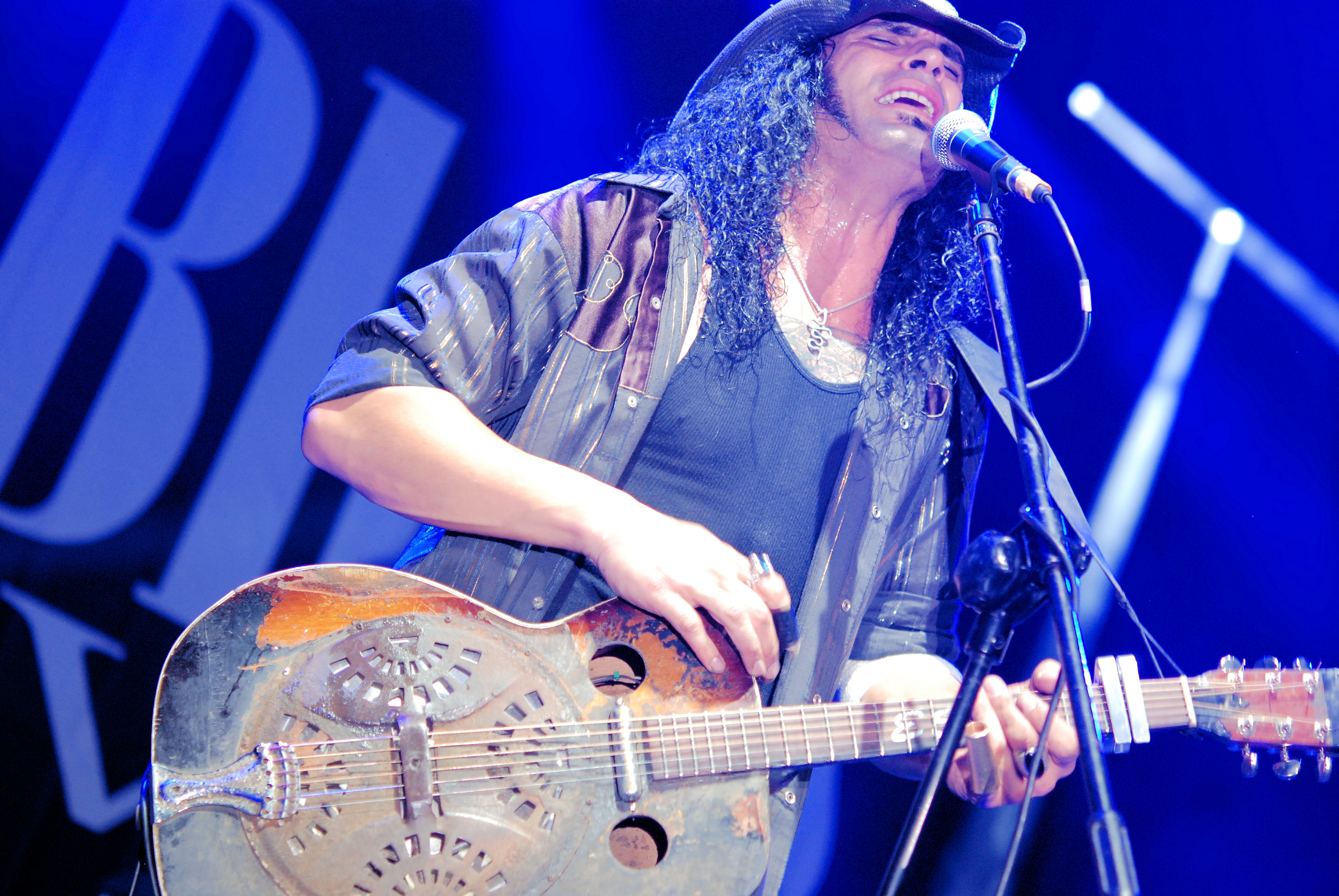
Sardinas bei einem Blues-Festival in Katowice (2007)

Eric Sardinas (* 10. November 1970 in Fort Lauderdale, Florida) ist ein US-amerikanischer Bluesrock-Gitarrist mit kubanischen und italienischen Wurzeln. Sein bevorzugtes Instrument ist die Resonatorgitarre, die er elektrisch verstärkt und meist im „Slide-Stil“ spielt.
Sardinas begann mit 6 Jahren Gitarre zu spielen. Als Übungsstücke dienten ihm Aufnahmen von Barbecue Bob, Charlie Patton, Bukka White, Big Bill Broonzy, Elmore James und Muddy Waters, was zu seiner Hinwendung zum Blues führte. Obwohl er von Natur aus Linkshänder ist, spielt er sein Instrument mit rechts. Eine Angewohnheit, die nach Anfangsschwierigkeiten zur Entwicklung seiner eigenen Technik und seines persönlichen Stils führte.
Nach unsteten Jahren kam Sardinas 1990 nach Los Angeles. Er spielte auf der Straße, bevor er das Eric Sardinas Project (ESP) gründete, zunächst nur mit dem Bassisten Paul Loranger, später auch mit dem Schlagzeuger Scott Palacios.
Lange Jahre spielten sie in Clubs, bis die Musikbranche auf sie aufmerksam wurde. Sie wurden als Johnny Winters Vorgruppe engagiert und konnten 1999 ihr erstes Album (Treat Me Right) bei Evidence Music Inc., einem amerikanischen Jazz und Blues Label aufnehmen. Nach einer weiteren Platte (Devil’s Train), wechselte die Band zu dem von Steve Vai gegründeten Label Favored Nations Entertainment unter dem ihr drittes Werk erschien. Steve war Gastmusiker.
2001 und 2005 spielte die Eric Sardinas Band als Vorgruppe von Steve Vai auf dessen Welttourneen. Am 19. Februar 2008 erschien das Album Eric Sardinas And Big Motor. 2011 folgte das Album Sticks & Stones auf dem Provogue Label mit Levell Price am Bass und Chris Fraizure an Schlagzeug. An den Tasten saß Dave Shultz.

## Trivia
Bekanntheit, über die reine Bluesrock-Szene hinaus, erlangte Sardinas 2004, als Protagonist in einem Werbespot für die amerikanische Bier-Marke Berghoff.
Manchmal setzt er bei seinen Shows auf der Bühne seine Gitarre in Brand. Im Jahr 2000 erlitt Sardinas in Sydney bei einer solchen Einlage Verbrennungen dritten Grades am linken Handgelenk.

## Diskografie
- Treat Me Right (1999)
- Angel Face (Single) (2000)
- Devil’s Train (2001)
- Black Pearls (2003)
- Eric Sardinas And Big Motor (2008)
- Sticks and Stones (2011)
- Boomerang (2014)
- Midnight Junction (2023)